# La Fosbury
La Fosbury és un projecte de periodisme esportiu en català nascut el 2014. Actualment edita una revista en paper trimestral i un espai web d'actualització diària. El seu àmbit de referència són els Països Catalans i inclou continguts sobre tots els esports excepte el futbol. El seu nom és un homenatge a l'atleta Dick Fosbury, el primer que va saltar d'esquena en la disciplina del salt d'alçada.
L'any 2015 La Fosbury va rebre el premi a la "millor nova publicació" a la Nit de les Revistes i la Premsa en Català.